# Кламар
Кламар (фр. Clamart) — город и коммуна во Франции в 10 км к юго-западу от Парижа.
Город состоит из двух частей, разделенных Кламарским лесом. Ба-Кламар — исторический центр и Пети-Кламар, застроенный современными домами. До 1970-х годов здесь находились гороховые поля.

## История
Древнейшим археологическим памятником, обнаруженным на территории города, является мегалит, датируемый 6000 веком до н. э. Впервые город упоминается под своим нынешним названием в документах XI века.
27 марта 1794 года здесь был схвачен якобинцами известный французский учёный и деятель Французской революции Кондорсе.
Первые фотографии Земли с воздуха, сделанные французским фотографом Надаром в 1858 году с воздушного шара, запечатлели окрестности Пети-Кламара.
Во время осады Парижа в войне 1870—1871 годов здесь проходили бои.
22 августа 1962 года Пети-Кламар стал местом неудавшегося покушения Секретной армейской организации на Шарля де Голля с целью помешать Алжиру стать независимым. Роман Фредерика Форсайта «День шакала» и одноименный фильм описывают данные события.
В 1961 году произошло обрушение известняковых пород, стоившее жизни 21 человеку.

## Города-побратимы
- Люнебург, Германия
- Сканторп, Великобритания
- Махадаонда, Испания
- Кидаль, Мали
- Арташат, Армения
- Пенамакор, Португалия

## Достопримечательности
- музей скульптора Жана Арпа (Rue des Châtaigners 21) — бывшая квартира художника
- ратуша постройки XVII—XIX века
- «Круглая библиотека», ранее библиотека для детей
- район «Cité de la plaine», построенный в 1950—1965 годах архитектором Робером Озеллем (фр.) посёлок из 77 домов на площади 22,25 га, 12 из которых — зеленые насаждения.

## Факты
- Во французской кухне существует блюдо «À la clamartoise», в котором в качестве гарнира подается зелёный горошек. Раньше вокруг Кламара были обширные поля гороха, поспевавшие первыми и известные своим качеством.
- Анри Матисс жил в Кламаре перед Первой мировой войной.
- Русский философ Николай Бердяев жил здесь в эмиграции (в 1924—1948 годах); похоронен на городском кладбище Буа-Тардьё (фр.)[1].
- В больнице «Антуан-Беклэр» (фр.) в Пети-Кламаре родился 24 февраля 1982 года первый французский ребёнок из пробирки — Амандин (фр.).
- В Кламаре снималось несколько фильмов, в том числе «Страх над городом» (1975), «Инспектор-разиня» (1980), «Амели» (2001).
- В 2004 году Ба-Кламар стал известен благодаря тому, что здесь, в военном госпитале Перси (фр.) 11 ноября после тяжелой болезни скончался палестинский лидер Ясир Арафат.
- 12 июня 1997 года в военном госпитале скончался Булат Окуджава — бард, советский и российский поэт, прозаик, сценарист и композитор.
- 24 октября 2018 года в Кламаре умер Анатолий Гладилин, русский писатель-шестидесятник, автор повестей и романов «Хроника времён Виктора Подгурского», «Бригантина поднимает паруса», «ФССР. Французская Советская Социалистическая Республика», «Секрет Жени Сидорова», «Большой беговой день», «Улица генералов», «Евангелие от Робеспьера» и др.

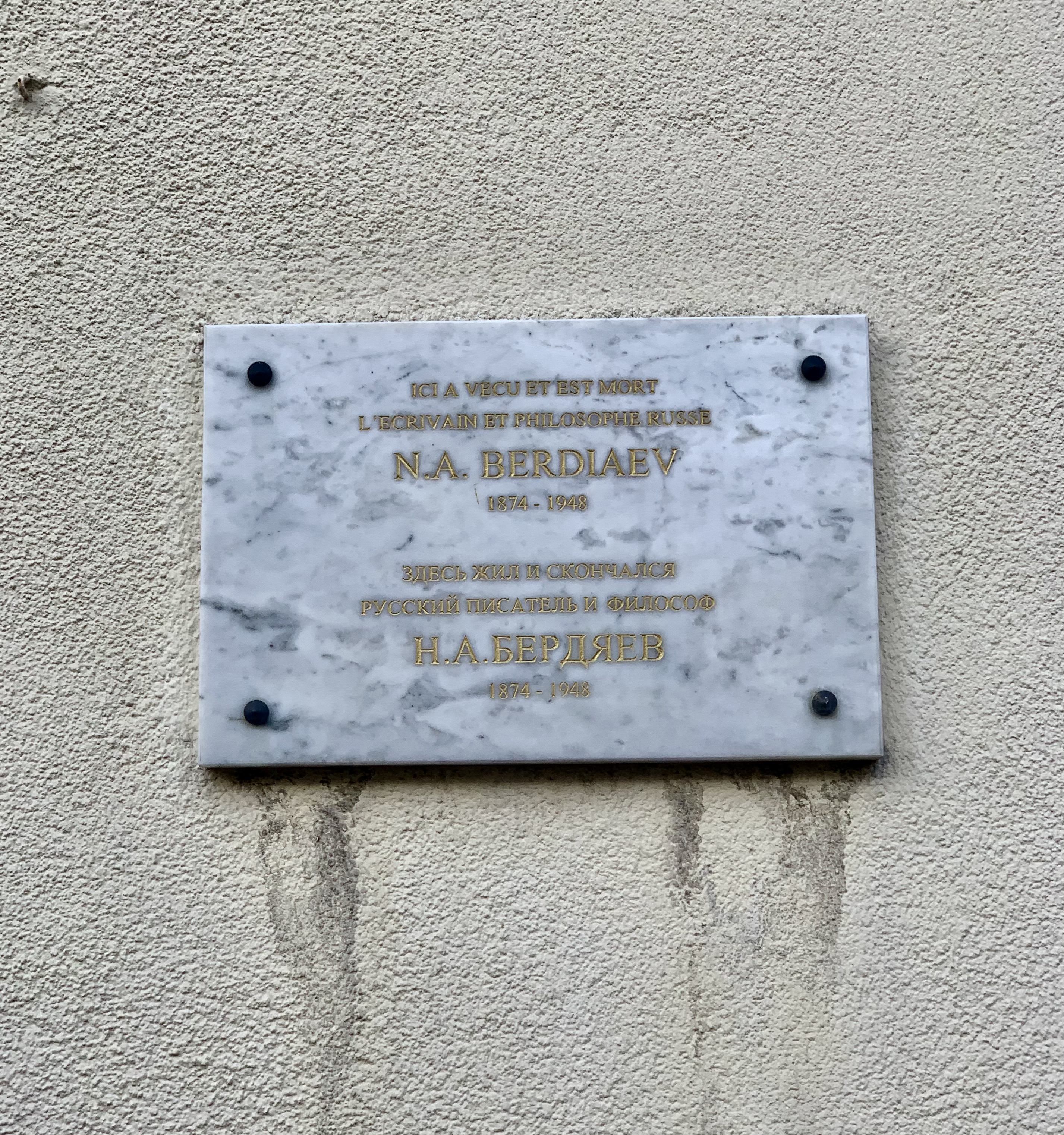
Памятная табличка на доме 83 по улице rue du Moulin de Pierres в Кламар

## Известные уроженцы
- Габриэль Атталь (род. 1989) — французский политик, бывший премьер министр Франции (2024)